# 大牟田市役所
大牟田市役所（おおむたしやくしょ）は、日本の地方公共団体である大牟田市の組織が入る施設（役所）である。なお、本項では大牟田市庁舎についても解説する。

## 概要（本庁舎旧館）
現市庁舎本館は火事で焼失した旧市庁舎と同じ位置に建築されている。
神奈川県庁本庁舎のような塔屋を高く設け、4階建で大規模な市庁舎が存在する。正面を62メートルとしたRC造4階建の庁舎建築となっている。正面中央部には5層の塔屋を設け、中心性を強調している。塔屋の最上部は9階に当たる。本館は正面に位置し、中央に塔屋がある左右対称の造りである。内部に彫刻が施された議場もあり、建築史家の評価は高い。
建設にあたっては、市庁舎建設委員会を設置し、51回もの協議と先進都市の調査を行い、当時の福岡県営繕課の計画案の基礎に調査・研究を重ねた末、焼失から1年半後の1934年（昭和9年）10月、新庁舎の建設に着手した。
屋上に公害監視の建物が追加されるなど幾分変化はあるが、現在でもほぼ同様の外観を保っている。正面玄関の上には、「大牟田市廳」の看板がある。
現在の市民協働総務課や教育委員会事務局の執務室には、飾りが施された天井や漆喰壁、今は使用されていないマントルピース（暖炉）など、建設当時そのままのものも残されている。
市議会議場の天井を支える柱とはりには植物をイメージした装飾が施されている。
付近はキャブシステムにより電線類が地中化されている。

## 所在地
- 〒836-8666　福岡県大牟田市有明町2丁目3番地

## 開庁時間
平日の午前8時30分 - 午後5時15分（土曜日・日曜日・祝日・年末年始を除く）
毎月、原則第二日曜日にも一部の窓口が開設（午前8時30分 - 午後0時30分）
市民課
- 転入・転出・転居などの住民異動届の受付
- 印鑑登録、印鑑登録証明書の交付
- 住民票の写し（広域交付を除く）、戸籍に関する証明書の交付
- 戸籍届の受付
- マイナンバーカードの申請・受け取り・更新

保険年金課 国民健康保険 後期高齢者医療 国民年金
- 国民健康保険の資格取得・喪失に関する手続き
- 国民健康保険の給付申請に関する手続き
- 後期高齢者医療の資格取得・喪失に関する手続き
- 国民年金の第一同保険者資格取得に関する手続き

財務課
- 所得税証明、納税証明、資産証明等の交付
- 軽自動車に係る車検用納税証明書の交付

納税課
- 納税相談
- 市税の納付
- 市税納付の口座振替手続き

子ども家庭課
- 子ども医療に関する手続き
- 重度障害者医療に関する手続き
- 児童手当に関する手続き

## アクセス
- 大牟田駅東口より徒歩3分。
- バスで来庁の場合、西鉄バス大牟田「大牟田駅前」停留所にて下車。
- 自家用車で来庁の場合は、市役所東側の来庁者駐車場を利用。市庁舎の北側、北別館1階の入口近く及び保健センター入口近くには、障がい者専用駐車場がある。
- 自転車は、市役所の駐輪場を利用。

## 市役所周辺

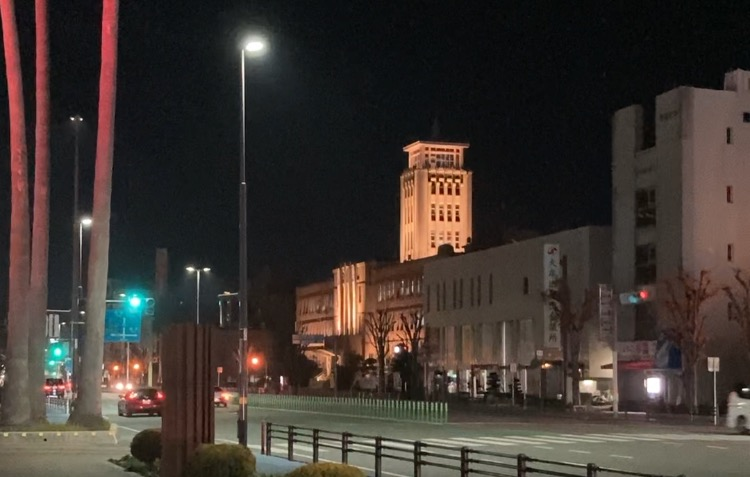
JR大牟田駅前からみた大牟田市役所本庁舎

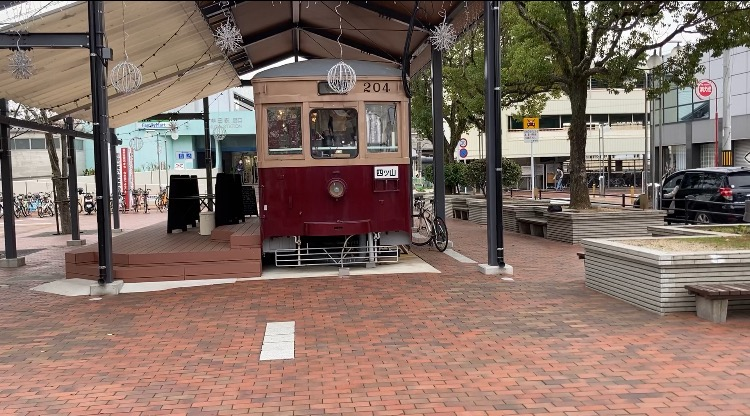
大牟田駅西口で保存されている西鉄200形204号（hara harmony cafe）

大牟田市役所本庁舎は国道208号沿いに建っている。
- 大牟田商工会議所
- 大牟田郵便局
- 大牟田駅
  - 大牟田駅前定期券発売所 - 西鉄電車・バス関連の定期券などの購入が可能
- 大牟田観光プラザ
- 西鉄200形電車204[7]（hara harmony coffee[8]）
- 大牟田文化会館
- 大牟田市立病院
- 三池カルタ記念館等複合施設（カルタックスおおむた） - 大牟田市立図書館、三池カルタ・歴史記念館
- 大牟田警察署
- 延命公園 - 大牟田市動物園、大牟田市延命球場、市民体育館
- ゆめタウン大牟田
- 大牟田市立大牟田中央小学校
- 大牟田市立大正小学校
- 大牟田市立松原中学校

## 市庁舎
| 階 | 概要 | 備考       |
| -- | --- | ---------- |
| 4F | 教育長室、教育委員会、市民協働総務課、総合政策課、広報課、財政課、公共施設マネジメント推進課、土木管理課、土木建設課、土地開発公社、流域治水推進室、都市整備部長課、都市総務課、建築住宅課、国県道路・地域交通対策課、国土調査課、都市計画公園課、学校再編推進室、教育委員会事務局長室、402会議室、傍聴席 |            |
| 3F | 人事課、世界遺産・文化財法室、総務課、秘書室、市政記者室、産業復興課、三池港・みなと復興室、観光おもてなし課、産業経済総務課、経済会議室、農林水産課、農業委員会、災害復旧対策室、契約検査室、入札室、和室、第2・3会議室、第4会議室、第5会議室、議場                                                      | 北別館連絡 |
| 2F | 案内、市民課、情報公開センター、市民生活課、保険年金課（国民健康保険・後期高齢者医療）、保健年金課（国民年金）、納税課、財務課、法務局窓口、保健福祉総務課、新産業団地整備推進室、下水道課、上水道課、施設課、総務課（企業局）、職員構成室、第1会議室、第6会議室、健康相談室                              | 入口       |
| 1F | 宿直室、福祉課（総務企画・地域支援・総合相談）、福祉課（介護保険）、福祉課（障害福祉）、会計課、地域コミュニティ推進課、保護課、企業局お客様センター、介護認定調査員室、市金庫、ATM、食堂、売店 | 半分地下   |

| 階 | 概要 | 備考       |
| -- | --- | ---------- |
| 4F | 第1会議室、第2会議室、第1委員会室、第2委員会室、第3委員会室、第4委員会室、防災危機管理室、監査委員事務局、監査委員室、議会倉庫 |            |
| 3F | 市議会事務局、議長室、事務局長室、議長応接室、副議長室、懇談室、控室×6                                                         | 本庁舎連絡 |
| 2F | デジタル行政推進室、選挙管理委員会・公平委員会                                                                                 |            |
| 1F | 駐車場、運行管理室、市民ホール                                                                                                 |            |

| 階 | 概要                                                                                         | 備考 |
| -- | -------------------------------------------------------------------------------------------- | ---- |
| 2F | 環境総務課、環境保全課                                                                       |      |
| 1F | 環境業務課（ごみ、リサイクル、し尿、浄化槽）、大牟田・荒尾清掃施設組合、臨時特別給付金対策室 |      |

| 階 | 概要                         | 備考         |
| -- | ---------------------------- | ------------ |
| 2F | 市庁舎整備・組織改革推進課   | トイレ等なし |
| 1F | 中央地区地域包括支援センター |              |

| 階 | 概要                                                     | 備考                                                     |
| -- | -------------------------------------------------------- | -------------------------------------------------------- |
| 3F | 授乳室                                                   | トイレ（男女）、多目的トイレ、ベビーベッド、オストメイト |
| 2F | 健康づくり課、新型コロナワクチン接種推進室、保健衛生課   | トイレ（男女）、多目的トイレ、ベビーベッド、オストメイト |
| 1F | 子ども育成課、（子育て世代包括支援センター）子ども家庭課 | トイレ（男女）、多目的トイレ、ベビーベッド、オストメイト |

## 歴史
- 1933年（昭和8年）5月：前身の庁舎が焼失。
- 1933年（昭和8年）7月31日：第1回市庁舎建築委員会が開催され、計51回の審議が行われる。
- 1934年（昭和9年） - 1935年（昭和10年）1月28日：東洋コンプレッソル株式会社により基礎工事。
- 1935年（昭和10年）1月19日：本館の施工工事が柿原組により起工。
- 1936年（昭和11年）3月15日：竣工。
- 1944年（昭和19年）・1945年（昭和20年）：大牟田空襲の中、市内が焼け野原になっているにもかかわらず、本館は耐え抜く。
- 1949年（昭和24年）：大牟田市庁舎に昭和天皇が立ち寄る[13]。
- 1951年（昭和26年）：一部2階建部分（現在の議場）に3・4階を増築[14]。
- 昭和50年代
  - 剥落の危険から外装に用いられていたスクラッチタイルを撤去[14]。
  - 屋上と塔屋の境目にひび割れが生じ水漏れがあり、防水工事が行われる[14]。
- 1991年（平成3年）：便所部分の全面改修を行う[14]。
- 2005年（平成17年）：登録有形文化財建造物となる。
- 2013年（平成25年）1月：株式会社吉田住健により旧館の塔屋と南面の外壁を改修工事[15]。

## 国の登録有形文化財（建造物）
※「国指定文化財等データベース」（文化庁）による
- 名称：大牟田市役所本庁舎旧館
- ふりがな：おおむたしやくしょほんちょうしゃきゅうかん
- 員数：1棟
- 種別1：観光庁舎
- 種別2：建築物
- 時代：昭和前
- 年代：昭和11年
- 西暦：1936年
- 構造及び型式等：鉄筋コンクリート造4階建、建築面積1378 m2、塔屋付
- 登録番号：40-0041
- 登録回：48
- 登録告示年月日：2005.12.27（平成17.12.27）
- 登録年月日：2005.12.26（平成17.12.26）
- 登録基準：国土の歴史的景観に寄与しているもの
- 所在都道府県：福岡県
- 所在地：福岡県大牟田市有明町2-3
- 所有者名：大牟田市

## 本庁舎に残る太平洋戦争遺跡
※「大牟田市庁舎」（大牟田市）による
大牟田市の都心部の大半が焦土化した第二次世界大戦の戦火にも耐え抜いた。
- 屋上北側に第二次世界大戦時に用いられた高射銃の台座が残っている。
- 屋上に防空監視用のコンクリート製哨（防空監視哨）が残っている。この中には、敵機（米軍）が飛行してきた際に、直ちに庁舎内に情報を伝えるため伝声管が取り付けられていたが、現在は取り外されている。なお、庁舎新築時には防空監視哨はついていなかった[16]。
- 中庭に防火用水槽があり、非常に小さなものではあるが、今も手洗い場の水受けとして利用されている。

## 庁舎の見学
※「庁舎見学における注意事項」（大牟田市）による
大牟田市庁舎は見学希望日の1週間前までに申請書を提出すれば無料で見学をすることができる。
（見学できる日は火曜日の午後1時 - 午後4時の間、金曜日の午前9時 - 11時の間。平日のその他の日、閉庁日は見学不可。）
なお、塔屋は安全面により立ち入れない。

## 大牟田市廳舎新築工事概要
※「大牟田市庁舎 新築記念絵葉書」による
構造
鉄筋コンクリート造四階
建外部人造石及タイル張
様式
近世式
設備
室内消火栓、給水、蒸氣暖房、モーターサイレン、避雷針、汚水浄化槽装置等最新式設備。
この当時、水洗式便所は非常に進んだ設備であった。
| 階   | 概要 |                    |
| ---- | --- | ------------------ |
| 屋階 | 靑寫眞室、展望室、物置等 | 七拾九坪壹勺       |
| 四階 | 會議室、貴賓室、参事會室、第一・第二委員會室、第一・第二・第三・豫備室、議事堂、新聞記者席傍聴席、手洗所、便所                             | 參百九坪四合五勺   |
| 三階 | 市會議場、正副議長室、市長室、上司應接室、助役室、第一・第二・第三議員控室、新聞記者室、土木課室、手洗所、便所                             | 參百四拾九坪四勺   |
| 二階 | 庶務課室、稅務室、産業課室、學務社會課室、水道課室、室内係室、印刷室、應接室、戸籍簿室、手洗所、便所                                       | 四百拾坪壹合貳勺   |
| 一階 | 市金庫會計室、宿直室、小使室、賣店、請負人控室、電話交換室、配電室湯沸場、量水器試驗室、汽鑵室、自動車庫、土木工夫室、便所、手洗場、各倉庫 | 四百拾六坪七合五勺 |

（この表は「昭和十一年五月 市廰舎新築記念繪葉書 大牟田市」を元に作成）
議事堂、会計係などは当時のままの機能が同じ場所で継続されている。 現在の市長室は当時は議長・副議長室とされており、当時の市長室は現在の副市長室の位置にあった。

## 解体か保存か
福岡県大牟田市は2019年2月5日、市庁舎本館を解体し新庁舎を建設する方針を発表した。屋上には戦時中の防空監視哨が残り、歴史的価値は高い。ただバリアフリー対策は不十分で、診断の結果、耐震性は基準に達していないと指摘されていた。市民の声により解体方針は白紙に戻されたが、今後は市民の声などをもとに解体か保存かを決定する。

## 大牟田市役所本館の価値
※「大牟田市庁舎本館の保存活用に関する要望書」（日本建築学会九州支部）による

### 昭和戦前期の地方庁舎としての価値
神奈川県庁本庁舎のような塔屋を高く設け、4階建で大規模な市庁舎として大牟田市庁舎本館は貴重である。また、F字形の平面も特徴的であり、1933年（昭和8年）に視察した大阪府・京都市・名古屋市の平面形とは異なっている。当建物は旧戸畑市庁舎よりも規模が大きく、立面構成においても洗練さが見られる建築でもある。

### 石炭産業による大牟田の繁栄を示す建築としての価値
大牟田市内には世界文化遺産に登録された「明治日本の産業革命遺産」の構成資産である三池炭鉱宮原坑・ 三池港がある。明治期の旧三池炭鉱宮浦坑煙突（1888年〈明治21年〉）、旧三池炭鉱三川電鉄変電所（1969年〈明治42年〉頃）は登録有形文化財に登録されている。また、旧長崎税関三池税関支署（明治41年）は福岡県指定文化財に、港倶楽部（1908年〈明治41年〉）は大牟田市指定文化財に指定されている。大牟田市役所は三池炭鉱には直接的に関係はない。
なお、総経費約40万円の内、三井グループが10万円を寄付したという。昭和8年の大阪府・京都市・名古屋市の視察から分かるように大牟田よりも大都市の庁舎を参考にしたことも当時の大牟田の勢いを示している。竣工前年の昭和10年の大牟田市は人口が10万人超えで全国33位の規模を有した地方有数の都市であった。

### 大牟田市の象徴的存在としての価値
当市庁舎本館は大牟田駅前に建ち、高い塔屋を備えたその特徴的な姿である。1936年（昭和11年）から今日までの80年以上もの間、数々の歴史を見守り続けた当市庁舎本館は絶対的な存在として価値を有している。大牟田市にとってのシンボルであり、また、市民にとってのリビングヘリテッジとして重要である。

## 市庁舎の耐震性
※「庁舎耐震診断調査」（大牟田市）による
| 庁舎名       | 建設年度 | 建物概要          | Is値（最低値）          |
| ------------ | -------- | ----------------- | ----------------------- |
| 市庁舎本館   | 昭和11年 | RC4階建 塔屋4階   | 事務所階 0.32 塔屋 0.06 |
| 市庁舎新館   | 昭和34年 | RC4階建           | 0.28                    |
| 市庁舎南別館 | 昭和46年 | RC2階建           | 0.75                    |
| 保健所庁舎   | 昭和51年 | RC地上4階 地下1階 | 0.61                    |
| 企業局庁舎   | 昭和57年 | RC地上5階 地下1階 | 0.53                    |

| 0.3未満        | 地震の振動及び衝撃に対して倒壊し、又は崩壊する危険性が高い |
| 0.3以上0.6未満 | 地震の振動及び衝撃に対して倒壊し、又は崩壊する危険性がある |
| 0.6以上        | 地震の振動及び衝撃に対して倒壊し、又は崩壊する危険性が低い |

30年以内の発生確率が70-80%の南海トラフ地震は大牟田市では震度4-5弱と予想されている。